# Fabian Möller

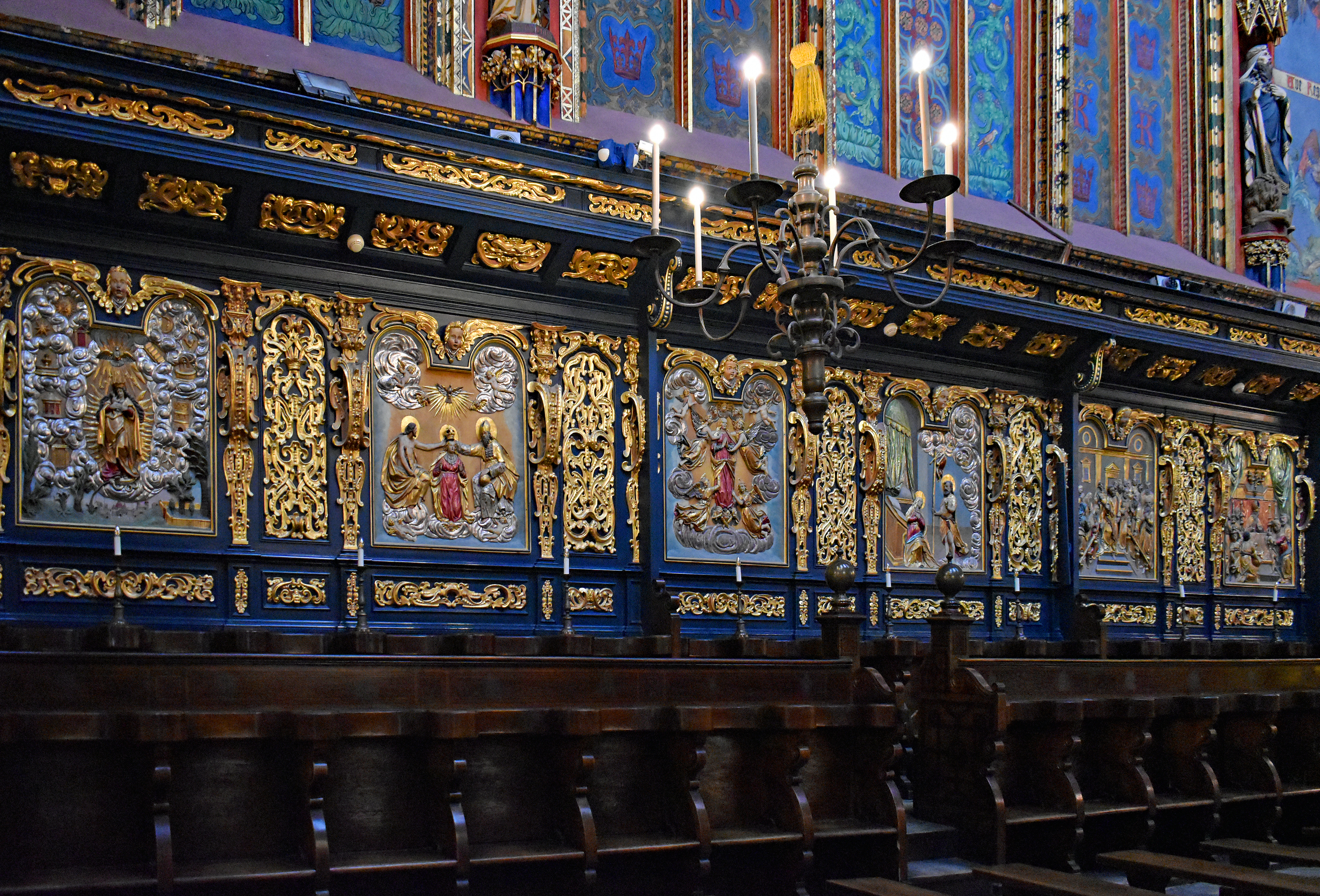
Chorgestühl in der Krakauer Marienbasilika

Fabian Möller  (* um 1600 in Danzig, † nach 1635) war ein deutschstämmiger Holzschnitzer des Frühbarock in Polen-Litauen.

## Leben
Möller machte wahrscheinlich eine Ausbildung zum Holzschnitzer in seiner Heimatstadt Danzig. Vor 1635 kam er nach Krakau, wo er in der Krakauer Marienbasilika das Chorgestühl schuf. Über das weitere Leben Möllers ist nichts bekannt.